# Sanctuary (zespół muzyczny)
Sanctuary – amerykański zespół heavymetalowy założony w 1985 roku w Seattle. Skład formacji utworzyli wokalista Warrel Dane, perkusista Dave Budbill, basista Jim Sheppard oraz gitarzyści Sean Blosl i Lenny Rutledge. W takim składzie grupa zarejestrowała dwa albumy studyjne, wydany w 1987 Refuge Denied oraz Into the Mirror Black z 1989 roku. W 1992 roku Sean Blosl odszedł z zespołu, a w jego miejsce został przyjęty Jeff Loomis, który występował wraz z zespołem do jej rozwiązania jeszcze tego samego roku.
W 2010 roku grupa wznowiła działalność w ostatnim składzie i rozpoczęła prace nad powrotnym albumem studyjnym. Rok później Loomisa zastąpił na krótko Shannon Sharp. Ostatecznie nowym gitarzystą grupy został Brad Hull, wraz z którym w składzie powstał trzeci album studyjny Sanctuary zatytułowany The Year the Sun Died. Wydawnictwo ukazało się 6 października 2014 roku nakładem wytwórni muzycznej Century Media Records. Materiał promowany teledyskiem do utworu "Frozen" dotarł m.in. do 125 miejsca zestawienia Billboard 200 w Stanach Zjednoczonych, sprzedając się w nakładzie 3 tysięcy egzemplarzy w ciągu tygodnia od dnia premiery.

## Dyskografia
| Refuge Denied               | - Data: listopad 1987 - Wydawca: Epic Records                | —   | —  | —  | —  | —  | —   | —   | —   |                |
| Into the Mirror Black       | - Data: 1989 - Wydawca: Epic Records                         | —   | —  | —  | —  | —  | —   | —   | —   |                |
| Into the Mirror Live        | - Data: lipiec 1990 - Wydawca: Epic Records                  | —   | —  | —  | —  | —  | —   | —   | —   |                |
| The Year the Sun Died       | - Data: 6 października 2014 - Wydawca: Century Media Records | 125 | 39 | 69 | 75 | 83 | 143 | 183 | 261 | - USA: 3 tys.+ |
| "—" album nie był notowany. |                                                              |     |    |    |    |    |     |     |     |                |